# Salix zhouquensis
Salix zhouquensis là một loài thực vật có hoa trong họ Liễu. Loài này được X.G. Sun miêu tả khoa học đầu tiên năm 1977.